# Церква Покрови Пресвятої Богородиці (Клебанівка)
Церква Покрови Пресвятої Богородиці в Клебанівці — парафія і храм греко-католицької громади Підволочиського деканату Тернопільсько-Зборівської архієпархії Української греко-католицької церкви в селі Клебанівка Тернопільського району Тернопільської области.
Оголошена пам'яткою архітектури місцевого значення.

## Історія церкви
У шематизмі за 1861 рік згадується дерев'яна церква Покрови Пресвятої Богородиці. Кам'яний храм звели у 1898 році, і того ж року його освятили. Будівельниками і художниками були майстри з Греції, а жертводавцями — родина графа Тадея Федоровича (його дружина пожертвувала кошти на іконостас). Перша письмова згадка про парафію датується 1882 роком. Парафія і сам храм завжди належали до Української Греко-Католицької Церкви, за винятком періоду підпілля (1947–1989), коли офіційно вони були частиною РПЦ. У 1934 році парафію візитував єпископ Іван Бучко.
При парафії діють Вівтарна дружина, братство і сестринство.
На території парафії є дві фігури Богородиці (одну з яких встановлено на честь 550-ліття села) і декілька пам'ятних хрестів. У власності парафії також є приміщення проборства, де проживає священник із сім'єю.

## Парохи
- о. Йосиф Дроздовський (1880),
- о. І. Іванчук (до 1901),
- о. Теофіль Копистянський (до жовтня 1949),
- о. Зиновій Гончарик (1990),
- о. Михайло Придатко,
- о. Богдан Боднар (1994—2005),
- о. Іван Яворський (з грудня 2005).